# Dinera palliventris
Dinera palliventris är en tvåvingeart som först beskrevs av Fritz Isidore van Emden 1947.  Dinera palliventris ingår i släktet Dinera och familjen parasitflugor. Inga underarter finns listade i Catalogue of Life.